# Physocyclus californicus
Physocyclus californicus är en spindelart som beskrevs av Chamberlin och Willis J. Gertsch 1929. Physocyclus californicus ingår i släktet Physocyclus och familjen dallerspindlar. Inga underarter finns listade i Catalogue of Life.